# 1958 في العراق
فيما يلي قوائم الأحداث التي وقعت خلال عام 1958 في العراق.

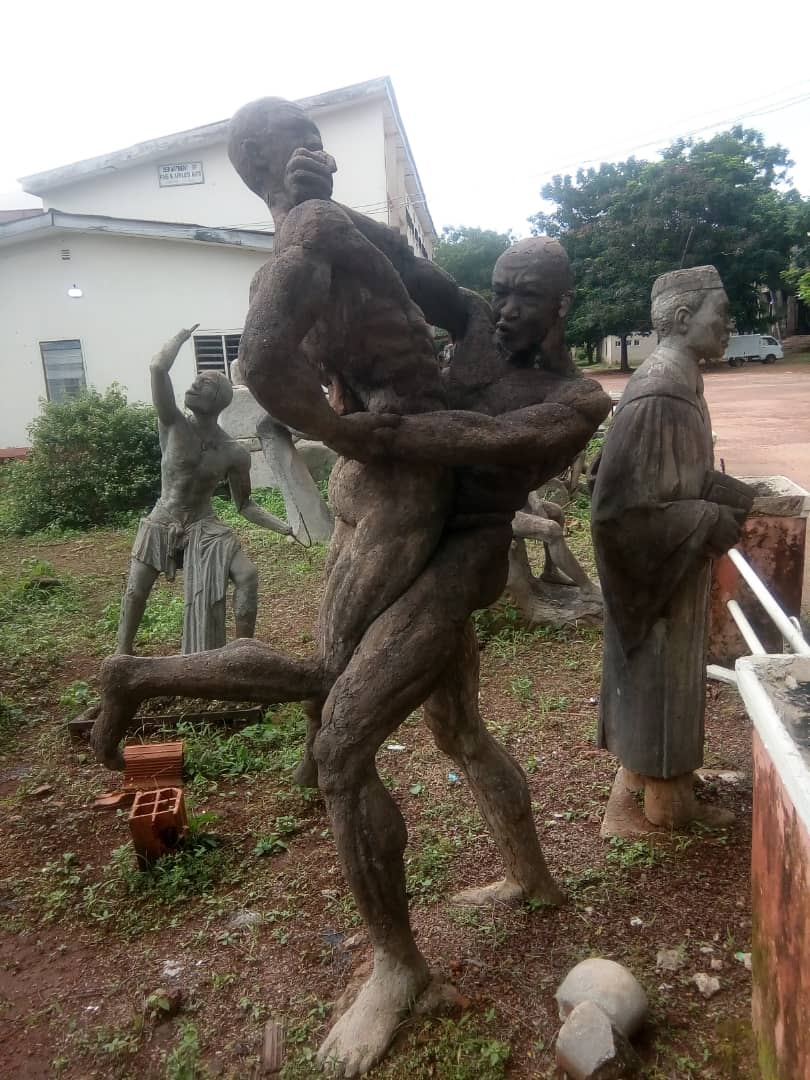
الإطاحة بالممكلة العراقية الهاشمية في ثورة 14 تموز.

## أحداث
- 14 تموز – الاطاحة بالحكم الملكي في ثورة 14 تموز

## سياسة

### تعيين في المنصب
- 3 مارس – نوري السعيد رئيس وزراء العراق.
- 14 يوليو – عبد الكريم قاسم رئيس وزراء العراق.
- 14 يوليو – محمد نجيب الربيعي رئيس العراق.

### انتهاء فترة المنصب
- 3 مارس – عبد الوهاب مرجان رئيس وزراء العراق.
- 18 مايو – نوري السعيد رئيس وزراء العراق.

## مواليد

### يناير
- 1 يناير – أثيل النجيفي سياسي عراقي.
- 1 يناير – تارا جاف موسيقية عراقية.
- 1 يناير – خالد العبيدي سياسي عراقي.
- 1 يناير – دلشاد محمد سعيد
- 1 يناير – عزام الواش مهندس عراقي.
- 1 يناير – غازي مشعل عجيل الياور سياسي عراقي.
- 1 يناير – فوزي حريري سياسي عراقي.
- 2 يناير – أحمد القبانجي
- 21 يناير – حسين سعيد لاعب كرة قدم عراقي.

### فبراير
- 9 فبراير – وليد الكبيسي كاتب نرويجي.
- 28 فبراير – سمير شاكر لاعب كرة قدم عراقي.

### مارس
- 3 مارس – حارس محمد لاعب كرة قدم عراقي.

### أبريل
- 13 أبريل – ناظم شاكر لاعب كرة قدم عراقي.

### مايو
- 1 مايو – كاظم فنجان الحمامي سياسي.
- 22 مايو – فرزاد بازوفت صحفي عراقي.

### يونيو
- 3 يونيو – علي لاريجاني

### سبتمبر
- 6 سبتمبر – خليل محمد علاوي لاعب كرة قدم عراقي.

## وفيات

### يناير
- 1 يناير – جميل المدفعي (مواليد 1890) سياسي عراقي.
- 1 يناير – حنا بطرس (مواليد 1896)

### أبريل
- 14 يوليو – فيصل الثاني (مواليد 1935) ملك العراق منذ 4 أبريل 1939 حتى يوليو 1958.

### يوليو
- 8 يوليو –إبراهيم الواعظ (مواليد 1893) أديب عراقي.
- 14 يوليو – فيصل الثاني (مواليد 1935) ملك العراق منذ 4 أبريل 1939 حتى يوليو 1958.
- 15 يوليو – نوري السعيد (مواليد 1888) سياسي عراقي.

### أكتوبر
- 10 أكتوبر – علي آل بازركان (مواليد 1887)